# 伊達村興
伊達 村興（だて むらおき）は、江戸時代前期から中期にかけての陸奥国仙台藩一門第七席・宮床伊達家3代当主。

## 生涯
天和3年（1683年）9月7日、宮床伊達家初代当主・伊達宗房の次男として誕生。母は片倉景長の長女・松子。幼名は亥之助。
元禄4年（1691年）、前年に当主・小梁川宗英が跡取りを残さず死去したため無嗣断絶の危機にあった一家の小梁川氏を継ぎ小梁川宗辰と名乗ったが、元禄8年（1695年）3月に宮床伊達氏を継いでいた兄の村房（後の陸奥国仙台藩主・伊達吉村）が陸奥一関藩主・田村建顕の養嗣子として迎えられることになると、兄に代わって宮床伊達家を継ぐことになった。そのため、宗辰は小梁川氏の家督を村田宗門の子・宗永に譲って実家に戻り、5月22日に宮床伊達家3代当主となって伊達村興と名を改めた。
元禄15年（1702年）、柴田郡川崎要害を領していた一族・砂金氏の断絶に伴い、村興に川崎要害が与えられることになり、享保7年（1722年）の一門・川崎伊達家創設に伴う知行替えまでの20年間、居館を宮床館から川崎要害に移した（川崎領は磐井郡大原と遠田郡蕪栗の替地で、宮床はこの間も引き続き村興の所領であった）。ただし、村興は翌元禄16年（1703年）に5代藩主になった兄・吉村より補佐のため定府を命じられて仙台城下に詰めており、川崎要害に居ることはほとんど無かった。
享保16年（1731年）3月、嫡男・村胤が急逝すると、白石城主・片倉氏を継いでいた村信を呼び戻し、ただちに家督を譲って隠居した（村信は家督相続に伴い伊達村茂に改名）。
明和3年（1766年）8月3日死去。享年84。

## 系譜
- 父：伊達宗房（1646-1686）
- 母：片倉松子 - 貞樹院、片倉景長の長女
- 養父：小梁川宗英
- 正室：三沢宗直の娘
  - 長男：伊達村胤 - 敏之助
  - 次男：岩城隆韶（1708-1745） - 始め小梁川宗永の養子、のち岩城秀隆の養子となり出羽国亀田藩5代藩主
  - 男子：伊達村茂（1716-1749） - 始め片倉村休の養子となり白石城主・片倉氏6代。のち実家に戻り相続。
  - 男子：白河村祐 - 興登、真坂白河家5代当主・白河村広の養子
- 養子
  - 男子：小梁川宗永 - 村田宗門の子、小梁川氏を継ぐ

```
　　　　　　　　　　　┏岩城隆韶
　　　　　　　　　　　┃
　　　　　┏伊達村興━╋伊達村茂
伊達宗房━┫　　　　　┃
　　　　　┗伊達吉村　┗伊達村胤
　　　　　　　┃　　　　　┃
　　　　　┏冬姫　　　　　┃
久我通名━┫　　　　　　　┃
　　　　　┗━━━━━━孝姫

```